# 國際地球科學奧林匹克
國際地球科學奧林匹亞(International Earth Science Olympiad, IESO)為國際科學奧林匹亞之一，每年9月左右舉辦一次，是測驗中學生於地質學、地球物理學、氣象學、海洋學、天文學及環境科學等領域的能力競賽。第一屆於2007年在韓國大邱舉行，2020年因為2019冠狀病毒病疫情而取消辦理一屆。

## 賽制
各代表隊包含4名參賽者，2名領隊，及若干名觀察員。其中參賽者年齡不可超過18歲（以當年7月1日為準），且必須就讀於中學校(Secondary School)。參賽者必須擁有地球科學方面的專業知識及足夠的英文能力。
中華台北隊由師大地科系與師大科學教育中心主持培訓與篩選作業。全台海選約35-50名學員參加選訓營，並從營隊中藉由考試逐漸選出最後的代表選手。

## 歷年舉辦情形
| 屆次   | 年份 | 主辦地                         | 參賽成員數 |
| ------ | ---- | ------------------------------ | ---------- |
| 第1屆  | 2007 | 大邱                           | 7          |
| 第2屆  | 2008 | 菲律賓馬尼拉                   | 6          |
| 第3屆  | 2009 | 臺灣台北                       | 18         |
| 第4屆  | 2010 | 印度尼西亞日惹                 | 17         |
| 第5屆  | 2011 | 義大利摩德納                   | 26         |
| 第6屆  | 2012 | 阿根廷布宜諾斯艾利斯           | 17         |
| 第7屆  | 2013 | 印度迈索尔                     | 23         |
| 第8屆  | 2014 | 西班牙桑坦德                   | 21         |
| 第9屆  | 2015 | 巴西波苏斯-迪卡尔达斯          | 22         |
| 第10屆 | 2016 | 日本三重縣                     | 26         |
| 第11屆 | 2017 | 法國蔚蓝海岸                   | 29         |
| 第12屆 | 2018 | 泰國北碧府                     | 38         |
| 第13屆 | 2019 | 大邱                           | 43         |
|        | 2020 | 因疫情取消辦理                 |            |
| 第14屆 | 2021 | 線上（ 俄羅斯秋明）            | 34         |
| 第15屆 | 2022 | 義大利瓦莱达奥斯塔大区（線上） | 38         |
| 第16届 | 2023 | 以色列雷霍沃特                 | 32         |
| 第17届 | 2024 | 中國北京                       | 35         |
| 第18届 | 2025 | 中國山東濟寧                   |            |

註：2022烏克蘭跟俄羅斯隊無法參加，因為2022俄烏戰爭。

## 外部連結
- IESO Info. （页面存档备份，存于）
- IGEO

1. 1 2  .   [2022-08-24]. （原始内容存档于2022-08-24） （美国英语）.
2. ↑  . www.sec.ntnu.edu.tw.   [2022-08-24]. （原始内容存档于2022-08-08）.